# Genusmedicin
Genusmedicin, eller biologisk genusmedicin, är en ny forskningsinriktning som integrerar ett genusperspektiv i medicinen. 
Inriktningen är så ny att ingen formell definition av ämnet ännu har utarbetats. Karolinska Institutets Centrum för genusmedicin, som är den första satsningen på biologisk genusmedicin i världen, menar dock att ett genusperspektiv i genusmedicin inkluderar såväl hänsyn till könsskillnader i sjukdomsyttringar som kulturella, socialpolitiska och miljömässiga könsskillnader.
Utvecklingen av ett genusmedicinskt forskningsfält har bland annat påkallats av uppmärksammanden om att kliniska studier och läkemedelsstudier sällan har ett för båda könen representativt urval[källa behövs] samt att kunskapen om betydelsen av biologiska skillnader är bristfällig. Centrum för genusmedicin vid Karolinska Institutet framhåller också vikten av ett genusperspektiv i medicinen då det saknas fullständig kunskap om könshormoners betydelse för olika sjukdomsyttringar.